# Vurpăr (okręg Alba)
Vurpăr – wieś w Rumunii, w okręgu Alba, w gminie Vințu de Jos. W 2011 roku liczyła 485 mieszkańców.